# Asedio de Los Ángeles
El Asedio o sitio de Los Ángeles fue una batalla de la Patria Nueva chilena ocurrida en el marco de la llamada Guerra a Muerte, entre realistas españoles y patriotas chilenos desarrollada en la mencionada ciudad el 1 de marzo de 1819.
Los realistas al mando del comandante Vicente Benavides tenían una fuerza militar de 1.000 a 3000 entre indios y realistas que tomaron parte del sitio. En la ciudad estaba el comandante Isaac Thompson al mando del Batallón N.º 1 de Cazadores de Coquimbo y 4 piezas de artillería, pero sin armamentos suficientes para su defensa. Los sitiadores habrían tomado el fuerte si no hubiese sido por la oportuna intervención del mariscal Pedro Andrés del Alcázar, quien llegó con sus fuerzas de caballería. Entró a Los Ángeles el 10 de marzo, después de batir a los sitiadores, salvando la situación que ya era desesperada.

## Antecedentes
El brigadier Antonio González Balcarce después de derrotar en varias acciones a los realistas había logrado avanzar hasta Nacimiento Por su parte, el coronel Ramón Freire había seguido su campaña sin encontrar mayor resistencia que la de algunas guerrillas enemigas, hasta que entró el día 25 en Concepción. El lugar estaba casi despoblado, sin gobierno y todas las propiedades que quedaban eran víctimas del robo de delincuentes.
Las tropas realistas al mando del comandante Juan Francisco Sánchez en su retirada hacia el sur buena parte de sus fuerzas habían desertado, lo que habría sido total de no ser por la intervención de Vicente Benavides, quien logró reanimar a sus compañeros. Quedaban entonces cerca de mil realistas, mal armados, mal vestidos y con la moral por el suelo. Benavidez convenció a Sánchez de no rendirse y continuar la guerra con todos los medios a su disposición. El 6 de febrero en Tucapel Viejo, Benavidez era nombrado comandante militar de las tropas realistas de La Frontera, confiriéndole altos poderes. Por su parte Balcarce, considerando a los realistas vencidos, decidió volver con el grueso de sus fuerzas a Santiago, dejando al ahora general de brigada Ramón Freire como intendente de Concepción con una pequeña guarnición. Sánchez por su parte, siguió retrocediendo con el resto de sus regulares hasta llegar a Valdivia a fines de marzo.
El virrey del Perú, Joaquín de la Pezuela encargó al realista Vicente Benavides para sostener la resistencia armada en las posesiones del sur, aprovechando el apoyo de los grupos indígenas. Benavides controló los territorios fronterizos al sur del río Biobío dividido en tres frentes: los llanos centrales estaban a cargo de Benavides, el cura Juan Antonio Ferrebú comandó el sector costero y los hermanos Pincheira se dedicaron al área cordillerana.
A partir de entonces, Benavides quedaría al mando de la guerrilla realista de la frontera, mediante la cual reforzó las posiciones españolas a fin de retardar a toda costa el avance patriota, tanto al interior del país como hacia el Virreinato del Perú, destino hacia donde se preparaba la inminente Expedición Libertadora. Rápidamente reunió unos 1700 hombres a los que se sumaron miles de lanzas, dirigidas por los caciques Mariluán, Maguin (wenteches o arribanos), Chuica (pehuenches) y Catrileo (de Huillío).
Rápidamente Benavidez reunió las tropas realistas dispersas en la región y sublevó la guarnición del fuerte de Santa Juana, donde estableció su cuartel general. Designó como su segundo al mando a Juan Manuel Picó, logró alzar a la mayoría de las tribus indígenas y bandoleros, a los que daba como paga el botín de los saqueos. A partir de entonces inició sus correrías, calificadas de extremadamente sanguinarias.
Rápidamente la situación de la frontera se agravó, especialmente en el territorio de la Isla de la Laja donde el levantamiento se hizo general. Esta área estaba a cargo del comandante Thompson que permanecía acantonado en el pueblo de Los Ángeles.
El mismo 21 de febrero, Benavides había derrotado a la guarnición de Santa Juana a cargo del teniente José Antonio Riveros, y Thompson había recibido además las noticias de que una partida numerosa de indios se dirigía al Biobío para destruir las balsas que los patriotas tenían en Negrete, por lo que al anochecer envió un destacamento de 50 fusileros del Batallón N.º 1 de Cazadores de Coquimbo al mando del capitán graduado Ramón Romero y un reducido destacamento de Granaderos a Caballo al mando del joven alférez Manuel Alejandro Pueyrredón, pero estos fueron derrotados por Benavides en Mesamávida.
Benavides tras estos éxitos comenzó a operar con sus fuerzas haciendo que se concentraran sobre la ciudad de Los Ángeles, considerada con exactitud la llave de las fronteras.

## El Asedio

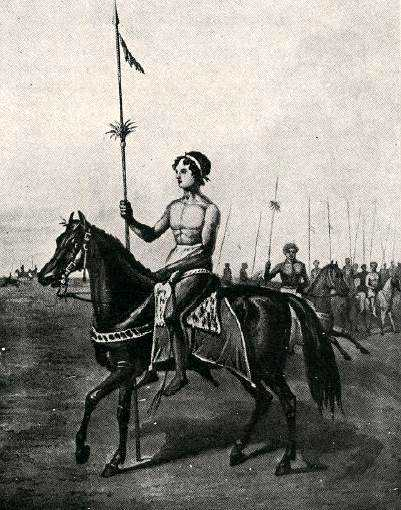
Guerreros mapuches a caballo, muy similares a los que debieron participar en el sitio de Los Ángeles.

Las fuerzas patriotas de Los Ángeles rápidamente fueron rodeados por una fuerza de 1000 a 3000 indios e innumerables capitanejos. Los sitiadores llevaban por delante de sus caballos atados de fajina para incendiar el pueblo, pero el cañón de la fortaleza les impidió hacer su cometido; pero arrimaron fuego a los campos vecinos.
Las tropas de Isaac Thompson lograron retrasar los ataques del enemigo y causarle 60 bajas con los disparos que hicieron y que de momento hizo que se alejaran, sin embargo, los indios se mantuvieron en los alrededores de la villa asaltando las casas y posteriormente incendiándolas. Los indios luego volvieron junto a gente que venía de a pie, toda española, y esta vez con mayor ímpetu. Llegaron esta vez los jinetes araucanos hasta golpear con sus lanzas los macizos positivos del portón del recinto. El comandante Thompson se refiere a los hechos:

El cerco del pueblo se continuó con escaramuzas constantes, en que perecieron muchos indios y en que los defensores de la plaza no tuvieron más desgracias personales que la muerte de algunas mujeres que habían tardado en acogerse al fuerte.
Parte de Thompson al intendente de Concepción, del 1 de marzo de 1819.

Los sitiadores ya llevaban en la zona varios días prolongando la acción y los patriotas sin recibir refuerzos y con escasez de víveres y municiones comenzaron a desalentarse, además sabían que la rendición significaría ser pasados por las armas, por lo que se planeó abrirse paso con espadas y bayonetas el día 10 de marzo. 
En esos momentos tan desesperados y en el día que se pensaba ejecutar el plan llegaba en la tarde de ese mismo día desde Yumbel el mariscal Pedro Andrés del Alcázar, quién se había percatado de los hechos y que a la cabeza de un escuadrón de Cazadores de la Escolta Directorial y algunas milicias a caballo que había logrado reunir para auxiliar la plaza, acometieron contra los sitiadores logrando derrotarlos y que se retiraban del sitio por el vado de Tarpellarca.

## Consecuencias
Con la última acción en el sitio, se salvó la guarnición de ser completamente aniquilada en momentos tan tempranos de comenzar la llamada Guerra a Muerte. El mariscal Alcázar ahora pasó a engrosar las fuerzas que se encontraban en esta ciudad para defenderse de futuras acometidas de Vicente Benavides, quién de momento había ido a refugiarse en su cuartel general en Santa Juana. En esos mismos días habían sido batidos también algunas montoneras realistas por las guarniciones de Chillán y Quirihue, pero la situación en general de toda la provincia seguía siendo muy seria.
Un efecto que dejó este enfrentamiento fue que propietarios y milicianos que sabían de las andanzas de Benavides, abandonaron bienes y hogar y se unieron a Freire en Concepción que estaba intentando reagrupar a las fuerzas. Así Freire que había pedido refuerzos a Santiago sin ser tomado en cuenta por el gobierno, contaba ahora con unos 700 hombres de valer, pero que se encontraban mal armados, casi desnudos y sin víveres para la campaña que quería iniciar contra los realistas de Benavides que estaban al sur del Río Biobío.